# Ekwador na Letnich Igrzyskach Olimpijskich 2008
Ekwador na XXIX Letnich Igrzyskach Olimpijskich w Pekinie reprezentowało 25 sportowców w 9 dyscyplinach. Był to 12 start Ekwadorczyków na letnich igrzyskach olimpijskich. Zdobyty medal jest drugim najlepszym wynikiem Ekwadoru na letnich igrzyskach. 

## Zdobyte medale
| Medal  | Zawodnik        | Dyscyplina sportowa | Konkurencja            |
| ------ | --------------- | ------------------- | ---------------------- |
| Srebro | Jefferson Perez | Lekkoatletyka       | chód na 20 km mężczyzn |